# Friendly Floatees

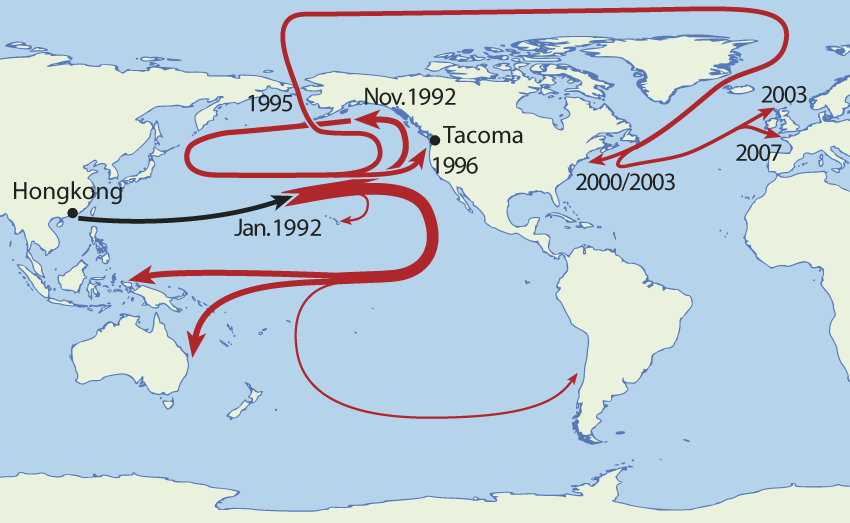
Mapa del desplazamiento a la deriva llevado a cabo por los Friendly Floatees desde 1992.

Friendly Floatees, (flotadores amistosos), son unos juguetes de baño de plástico comercializados por la empresa The First Years ICC y famosos por el trabajo de Curtis Ebbesmeyer, un oceanógrafo que estudia corrientes marinas sobre la base de movimientos de restos flotantes. Entre sus estudios se incluyeron los de un envío de estos juguetes naufragados en el océano Pacífico en 1992. Estos juguetes de baño han sido avistados repetidas veces después a lo largo del planeta.

## Historia
El envío de estos juguetes, que habían sido fabricados en China por esa empresa, partió de Hong Kong en un buque portacontenedores destinado a Tacoma, Washington. El 29 de enero de 1992, durante una tormenta en el océano Pacífico Norte los contenedores cayeron al agua. Uno de estos contenía 29 000 juguetes de baño infantiles con diversas formas: castores rojos, ranas verdes, tortugas azules y patos amarillos.
En algún punto el contenedor se abrió (posiblemente debido a la colisión con otros contenedores o con el mismo barco) y los juguetes fueron liberados. Aunque se encontraban envueltos en plástico, diferentes pruebas mostraron que éste rápidamente se había degradado en el agua de mar permitiendo "escapar" a los juguetes. A diferencia de muchos juguetes de baño, "Friendly Floattes" no poseían agujeros así que al ser estancos no se llenaron de agua.

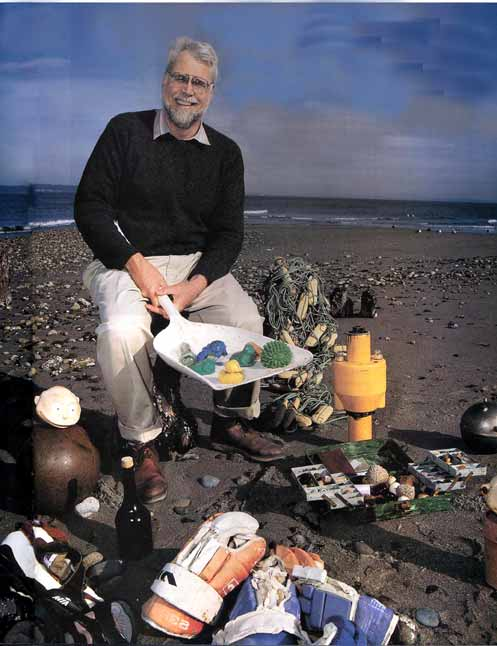
El oceanógrafo Curtis Ebbesmeyer con algunos de los Friendly Floatees recogidos.

Los oceanógrafos de Seattle Curtis Ebbesmeyer y James Ingraham, que trabajaban sobre un modelo corrientes oceánicas superficiales, comenzaron a rastrear su progreso. La liberación casual de masas de 29 000 objetos en el océano en una determinada época ofreció ventajas significativas sobre el método estándar de liberación de 500 a 1000 botellas de flujo. El porcentaje de recuperación de objetos en el océano Pacífico es de alrededor del 2 %, entre 10 y 20 botellas, los dos científicos esperaban números cercanos a 600. Anteriormente ya rastreaban otros restos flotantes, incluyendo 61 000 zapatos de deporte de la marca comercial Nike que habían sido perdidos en el agua en 1990. En los meses siguientes al incidente los "Floatees" comenzaron a divisarse a lo largo de la costa de Alaska.
El primer descubrimiento consistió en diez juguetes encontrados cerca de Sitka, Alaska el 16 de noviembre de 1992, aproximadamente a 3200 kilómetros de su punto de partida. Ebbesmeyer y Ingraham se pusieron en contacto con pescadores, trabajadores costeros, y residentes locales para localizar cientos de "Floatees" sobre un vasto litoral de 850 kilómetros. Se descubrieron veinte más de los juguetes el 28 de noviembre, y en total 400 fueron encontrados a lo largo de la costa oriental del golfo de Alaska hasta agosto de 1993. Esto representó una tasa de recuperación del 1,4 %. Los avistamientos y recuperaciones fueron procesados en el ordenador de Ingraham usando las medidas de presión atmosférica a partir de 1967 en adelante para calcular la dirección de y la velocidad de viento a través de los océanos, y las corrientes consiguientes superficiales.

El modelo de Ingraham fue diseñado para ayudar a la industria pesquera pero también es usado para predecir movimientos de restos flotantes o las ubicaciones probables de aquellos perdidos en el mar. La utilización de los modelos que habían desarrollado predijo correctamente las recaladas de los juguetes en el estado de Washington en 1996 y teorizó que mucho de los restantes habrían viajado a Alaska, hacia el oeste a Japón, y luego a la deriva hacia el norte por el estrecho de Bering siendo atrapados en el hielo ártico. Moviéndose despacio con el hielo predijeron en cinco o seis años el tiempo para que los juguetes alcanzaran el Atlántico Norte donde el hielo se deshelaría y los liberaría. Entre julio y diciembre de 2003, "The First Years Inc" ofreció 100 dólares como recompensa a gente que recuperó juguetes en Nueva Inglaterra, Canadá o Islandia.

En 2004 fueron recuperados más juguetes que en cualquiera de los tres años precedentes. Sin embargo, se ha predicho que todavía muchos de estos juguetes se habrán dirigido hacia el este por delante de Groenlandia y pasar sobre las orillas del sudoeste del Reino Unido.
Blanqueados por el sol y el agua de mar, los patos y castores se han decolorado a blanco, pero las tortugas y ranas han mantenido sus colores originales. Se han escrito dos libros infantiles sobre los patos, y los mismos juguetes se han convertido en piezas de colección, alcanzando precios tan altos como 1000 dólares. También fueron objeto de una campaña publicitaria de la empresa española Seat.